# Streekbek
Die Streekbek ist ein Bach in Hamburg-Bergstedt. Er mündet an der Grenze zu Hamburg-Sasel in die Saselbek.
Sie beginnt am Streekweg und verläuft Richtung Westen, dabei kreuzt er die Straße Bornwisch, einen Teich, die Straßen Hamraakoppel und Rögenredder, bevor sie in die Saselbek mündet.